# 26-я сессия Комитета всемирного наследия ЮНЕСКО
26-я сессия Комитета всемирного наследия ЮНЕСКО проходила с 24 по 29 июня 2002 года, в Будапешт, Венгрия. Было подано 9 объектов в список всемирного наследия ЮНЕСКО. 49 объектов культурного, 1 смешанного и 10 природного наследия. Таким образом, общее число регистраций достигло 730 (562 культурного наследия, 23 смешанных и 145 природного наследия).

## Объекты, внесённые в список всемирного наследия

### Культурное наследие
Афганистан: Минарет и археологические объекты в Джеме
Германия: Долина Среднего Рейна
Германия: Исторический центр Штральзунд в Висмаре
Египет: Монастырь Св. Екатерины с окрестностями
Австрия: Исторический культурный ландшафт винодельческого района Токай
Индия: Храмовый комплекс Махабодхи в Бодх-Гая
Италия: В стиле позднего барокко в регионе Валь-ди-Ното
Мексика: Город майя Калакмуль в Кампече
Суринам: Исторический центр города Парамарибо

### Расширены
Венгрия: Проспект Андраши (первоначально признан наследием в 1987 году, добавив, проспект Андраши и Будапештский метрополитен)
Коста Рика: Национальный парк Кокоса (первоначально признан природным наследием в 1997 году, добавлен морской заповедник)

### Убраны из Красного списка
Ни один объект не был убран.

### Добавлены в Красный список
Афганистан: руины Джамского минарета
Алжир: Археологический памятник Типаса